# Hyphodontia tenuicystidia
Hyphodontia tenuicystidia är en svampart som beskrevs av Hjortstam & Ryvarden 1987. Hyphodontia tenuicystidia ingår i släktet Hyphodontia och familjen Schizoporaceae.   Inga underarter finns listade i Catalogue of Life.